# Stawniki
Stawniki (ukr. Ставники) – wieś na Ukrainie, w rejonie lwowskim obwodu lwowskiego. 